# اشترناخربروک
اشترناخربروک (به آلمانی: Echternacherbrück) یک شهر در آلمان است که در بیتبورگ-پروم واقع شده‌است.